# لوکزام‌پارت
لوکزام‌پارت (به انگلیسی: Luxempart) شرکت هلدینگ خدمات مالی، مستقر در لودلانژ، در جنوب‌غربی لوکزامبورگ است، که انواع خدمات مالی و بانکداری خود را در کشورهای بلژیک و لوکزامبورگ ارائه می‌کند.